# Strychnopsis
Strychnopsis es un género con una especies de plantas de flores perteneciente a la familia Menispermaceae. Nativo  de Madagascar.

## Especies seleccionadas
| - Strychnopsis thouarsii Baill. |